# Batalla profunda
La teoría de la batalla profunda, también conocida como operación en profundidad (en ruso: Глубокая операция [glubokaya operatsiya]), es una doctrina militar concebida en la década de 1920 por altos oficiales de Estado Mayor del Ejército Rojo. Estos teóricos propugnaban la destrucción, supresión o desorganización de las fuerzas del enemigo mediante dos etapas sucesivas: una ruptura por sorpresa en un punto del frente de combate seguida de una penetración rápída y hacia su retaguardia profunda. 
La denominación se le atribuye a Vladímir Triandafillov, militar e historiador que durante las décadas de 1920 y 1930 trabajó para que la Unión Soviética dispusiera de una estrategia militar con su propio arte y tácticas operativas especializadas adaptadas a su posición económica, cultural y geopolítica. 
Tras sufrir varios reveses o derrotas en la guerra ruso-japonesa, la Primera Guerra Mundial y la guerra polaco-soviética, el Alto Mando Soviético (Stavka) se centró en desarrollar nuevos métodos para la conducción de la guerra. Este nuevo enfoque consideró la estrategia y la táctica, pero también introdujo un nuevo nivel intermedio del arte militar: las operaciones. La Unión Soviética fue el primer país en distinguir oficialmente ese tercer nivel, situado a nivel funcional entre la estrategia y la táctica.
Las operaciones profundas se expresaron formalmente por primera vez como concepto en el Reglamento de campo del Ejército Rojo de 1929 y se desarrollaron plenamente en las Instrucciones sobre la batalla profunda de 1935. El concepto fue finalmente codificado por el ejército en 1936 en el Reglamento provisional de campo. Se consideraban dos fases consecutivas: la batalla profunda táctica y la conducción de las operaciones para explotar el éxito obtenido. La batalla profunda preveía la ruptura de las defensas avanzadas del enemigo, o zonas tácticas, mediante ataques de armas combinadas que serían seguidos por nuevas reservas operativas móviles frescas, enviadas para explotar la profundidad estratégica de un frente enemigo. El objetivo de una operación profunda era infligir una derrota estratégica decisiva a las capacidades logísticas del enemigo y hacer que la defensa de su frente resultara más difícil, inasumible o, incluso, irrelevante. A diferencia de la mayoría de otras, la doctrina de la batalla profunda fomentaba el uso de las armas combinadas en los tres niveles. 
En 1937, la Unión Soviética había organizado su ejército mecanizado, el mayor del mundo, mediante un sofisticado sistema operacional. Sin embargo, las purgas de militares promovida por Stalin, junto con las experiencias militares en la España, en Polonia y en Finlandia, hicieron que el modelo cayera durante un tiempo en el descrédito, para ser recuperado después tras los sucesivos reveses sufridos frente a la Wehrmacht en la primera parte de la Segunda Guerra Mundial.

## Antecedentes
El pensamiento militar ruso apenas había cambiado en el transcurso de los tres siglos anteriores a la década de 1920. Hasta entonces, el Imperio Ruso venía siguiendo el ritmo de sus enemigos y aliados, y cosechaba buenos resultados en sus principales conflictos en el periodo previo al siglo XIX. Sin embargo, a pesar de algunas victorias notables en las guerras napoleónicas (1803-1815) y en varias guerras ruso-turcas, las derrotas rusas en la guerra de Crimea (1853-1856), la guerra ruso-japonesa (1904-1905) y la Primera Guerra Mundial (1914-1918), junto con una serie de derrotas soviéticas a manos de Polonia en la guerra polaco-soviética (1919-1921), pusieron de manifiesto la inferioridad de la metodología rusa en cuanto a organización y formación.

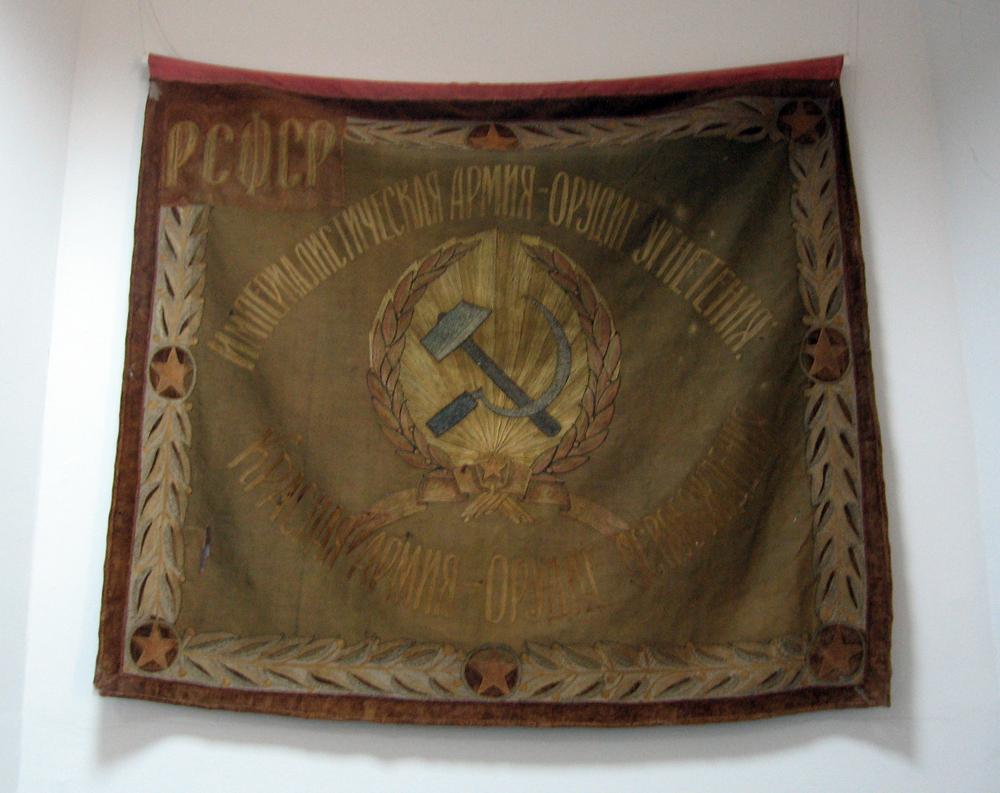
Bandera del Ejército Rojo hacia 1920.

Tras la Revolución Rusa de 1917, el nuevo régimen trató de establecer un sistema militar totalmente nuevo que reflejara el espíritu revolucionario bolchevique. El recién creado Ejército Rojo (fundado en 1918) combinaba los viejos preceptos con las nuevas propuestas. Seguía contando con las enormes reservas de mano de obra del país; sin embargo, el programa de desarrollo de la industria pesada, iniciado en 1929 en el contexto del Primer Plan Quinquenal, también elevó el nivel técnico de las industrias armamentísticas soviéticas al nivel de otras naciones europeas. Una vez conseguido esto, los soviéticos se dedicaron a resolver el problema de la movilidad operativa militar. Entre los principales defensores se encontraban Aleksandr Svechín (1878-1938), Mijaíl Frunze (1885-1925) y Mijaíl Tujachevski (1893-1937), quienes promovieron el desarrollo de sociedades científicas militares e identificaron grupos de oficiales con talento. Muchos de ellos ingresaron en la Academia Militar Soviética Mijaíl Frunze durante el mandato de Tujachevski como director en 1921-1922. Otros llegaron más tarde, en particular Nikolái Varfolomeev (1890-1939) y Vladímir Triandafillov (1894-1931), que promovieron el uso de la tecnología en este tipo de operaciones.

## Debates teóricos

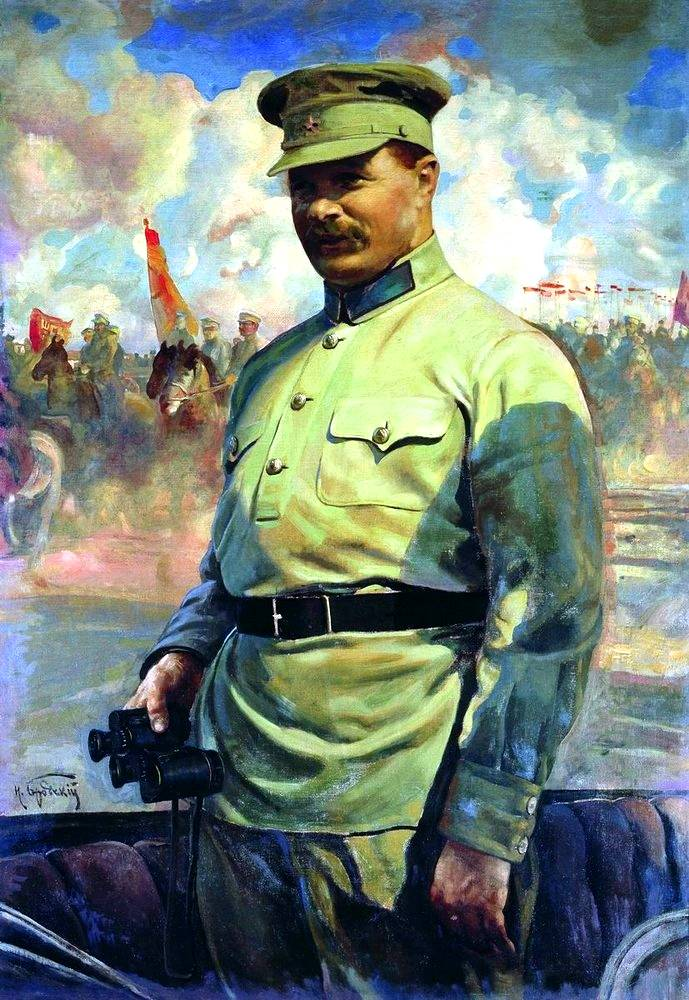
M. V. Frunze de maniobras (1929). Óleo sobre lienzo de Isaak Brodski.

Tras las guerras con Japón y Polonia, varios altos mandos soviéticos pidieron una doctrina militar unificada. El más destacado fue Mijaíl Frunze, que se opuso a esta petición de León Trotski. La posición de Frunze acabó encontrando el favor de los elementos de la oficialidad que habían experimentado las deficiencias en el mando y control durante el conflicto con Polonia durante la guerra polaco-soviética. Ese giro de los acontecimientos precipitó la sustitución de Trotski por Frunze en enero de 1925.

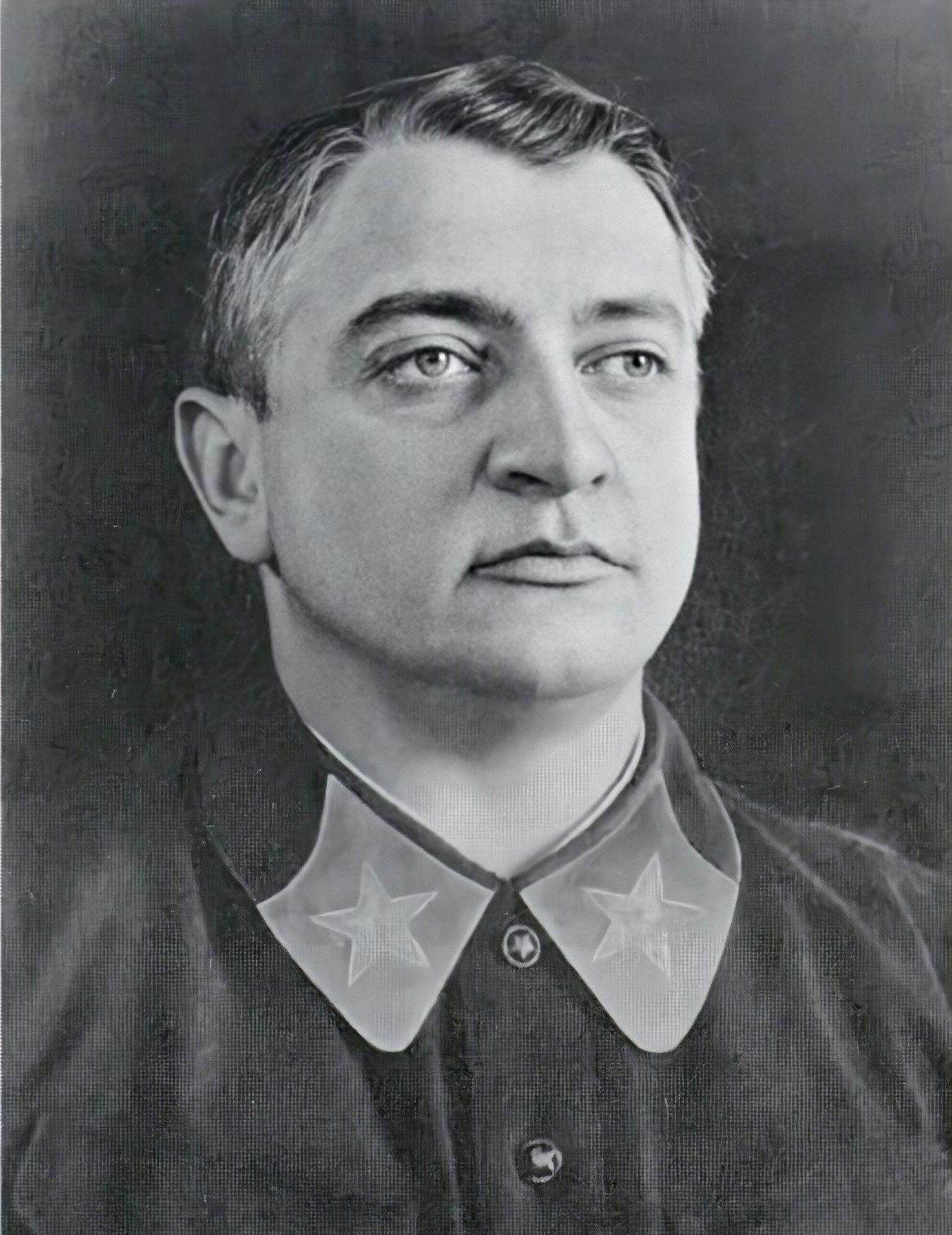
Mijaíl Tujachevski.

La naturaleza de esta nueva doctrina tenía que ser política. Los soviéticos debían fusionar lo militar con el ideal bolchevique, que definiría la naturaleza de la guerra para la Unión Soviética: en efecto, estaban convencidos de que más pronto que tarde tendrían que defenderse de los Estados capitalistas de Occidente. 
La naturaleza de la guerra planteaba cuatro grandes cuestiones:
1. ¿Se ganaría la próxima guerra en una campaña decisiva o habrían de afrontar una larga lucha de desgaste?
2. ¿Debería el Ejército Rojo ser principalmente ofensivo o defensivo?
3. ¿La naturaleza de la batalla sería fluida o estática?
4. ¿Serían más importantes las fuerzas mecanizadas o la infantería?

La discusión derivó en un debate entre aquellos que, como Alexander Svechín, abogaban por una estrategia de atricción y aquellos que, como Tujachevski, pensaban que era necesaria una estrategia de destrucción sistemática de las fuerzas enemigas. Esta última opinión se fundamentaba, en parte, por la situación de la economía de la Unión Soviética, ya que el país aún no estaba industrializado y, por tanto, era económicamente demasiado débil para librar una prolongada guerra de desgaste.
En 1928 Tujachevski revisó su propia perspectiva y pasó a considerar que, dada la naturaleza y las lecciones de la Primera Guerra Mundial, la próxima gran conflagración sería, casi con toda seguridad, de desgaste, si bien el gran tamaño de la Unión Soviética garantizaba que aún era posible cierta movilidad. Svechín se mostró de acuerdo y convino que las primeras ofensivas fueran rápidas y fluidas, pero que en última instancia todo se reduciría a una guerra de posiciones que llevaría al debilitamiento progresivo e implacable del oponente. Este escenario requeriría una economía fuerte y una población leal y políticamente motivada.El desdén de Tujachevski por la defensa contribuyó de manera decisiva a imbuir en el Ejército Rojo la mentalidad ofensiva centrada en el concepto de batalla decisiva, una actitud que, junto con otros acontecimientos, le causaron enormes problemas en 1941.
A diferencia de Tujachevski, Svechín vaticinó que la siguiente guerra solo podría ganarse por desgaste, y no entablando una o varias batallas decisivas. Asimismo, sostenía que era necesaria la alternancia de acciones defensivas y ofensivas. Dentro de ese marco, también reconocía la distinción teórica que contemplaba el arte operacional como un nivel situado entre la táctica y la estrategia. En su opinión, el papel de la operación consistía en agrupar y dirigir, ya fuera directa o indirectamente, las batallas tácticas hacia una serie de objetivos operacionales simultáneos a lo largo de un amplio frente, con el fin de alcanzar los objetivos estratégicos finales del Stavka. Este modelo pasó a convertirse en el plan de acción de la batalla profunda soviética.
En 1929, Tujachevski, trabajando en común con Vladímir Triandafillov para diseñar un sistema coherente de principios a partir de las ideas propugnadas por Svechín, estableció los principios de las fases tácticas y operativas de la batalla profunda. En respuesta a sus esfuerzos y en reconocimiento de la metodología propuesta, el Ejército Rojo elaboró en 1933 el manual Instrucciones provisionales para la organización de la batalla profunda; se acuñaba así por primera vez esta expresión en el corpus doctrinal oficial del Ejército Rojo.

## Doctrina
Uniendo las nuevas tecnologías emergentes de aviación, tanques y motorización con la idea de utilizar fuerzas móviles a gran escala en ejes de operaciones separados en la retaguardia del enemigo, las operaciones en profundidad buscan, más que destruir, desorganizar la defensa enemiga. Esas fuerzas concurrentes a gran escala son los Frentes, grandes formaciones militares equivalentes a los grupos de ejércitos occidentales. A su vez, cada uno de estos solía tener adscritos varios ejércitos de choque que debían converger en el objetivo y o bien rodearlo o bien asaltarlo. Los medios para asegurarlo eran tarea de la división y de sus componentes tácticos, lo que se denominaba la misión táctica.
En una operación en profundidad clásica, los ejércitos de fusileros atacan el frente enemigo para crear una brecha por la que a continuación penetrarán y avanzarán a toda velocidad las fuerzas blindadas desorganizando las retaguardias enemigas. Estas fuerzas explotan la ruptura e intentan apoderarse de los grandes centros neurálgicos del enemigo en la zona de operaciones: localidades, líneas de comunicaciones, centros de inteligencia de señales, depósitos logísticos, etc. El objetivo primario no es tanto obtener una victoria inmediata sobre el adversario como precipitar el desmoronamiento de su sistema defensivo. Mientras el atacado está sumido en la incertidumbre sobre hacia dónde dirigir las reservas móviles de refuerzo, el atacante aprovecha para invadir vastas regiones de este antes de que se recupere.
Las operaciones de distracción también frustraban al adversario que intentara desplegar una defensa elástica. Las operaciones de apoyo tenían objetivos estratégicos importantes por sí mismas, y las unidades de apoyo debían continuar sus acciones ofensivas hasta que no pudieran progresar más, aunque siempre subordinadas al objetivo estratégico principal o decisivo determinado por la Stavka.
Cada una de las operaciones a lo largo del frente tendría objetivos estratégicos secundarios mientras una de ellas se dirigía al objetivo principal. El objetivo estratégico, «la misión», consistía en asegurar el objetivo estratégico primario, que solía consistir en un objetivo geográfico y en la destrucción de una parte de las fuerzas armadas enemigas. 

### El modo defensivo
El concepto de batalla profunda no se ceñía únicamente a un planteamiento de ataque, sino que también la defensa debía tenerse en cuenta y planificarse. La defensa se aplica a identificar los objetivos estratégicos cruciales y asegurarlos contra los ataques desde todas las direcciones; al igual que con los métodos ofensivos, el área del objetivo se diseccionaría en zonas tácticas y reservas operacionales.
Las zonas tácticas, por delante del objetivo, se reforzarían con recursos de artillería y de infantería. Las defensas exteriores y más adelantadas estarían fuertemente minadas, constituyendo una firme posición de defensa estática. Las zonas tácticas dispondrían varias líneas de defensa alineadas una tras otra, normalmente a unos 12 kilómetros del objetivo principal. En la zona de 1 a 3 km del objetivo principal se situarían las fuerzas de choque, que contenían el grueso de las formaciones de combate soviéticas. El objetivo del concepto de defensa en profundidad era ir laminando las fuerzas de élite enemigas, que serían las primeras en romper las líneas soviéticas.
Una vez que el enemigo se había empantanado dentro de las defensas soviéticas, entrarían en juego las reservas operacionales. Situadas detrás de las zonas tácticas, las nuevas fuerzas móviles, compuestas por infantería mecanizada, infantería a pie, fuerzas acorazadas y un potente apoyo aéreo táctico, contraatacarían al desgastado enemigo, lo destruirían atacando su flanco o lo expulsarían de la zona táctica e, incluso, llegado el caso, se adentrarían en territorios controlados por él.
| Misión                | Territorio            | Acciones                        | Asignación de fuerzas                                                       |
| --------------------- | --------------------- | ------------------------------- | --------------------------------------------------------------------------- |
| Objetivo estratégico  | Teatro de operaciones | Operación estratégica           | Unidad estratégica (Frente)                                                 |
| Misión estratégica    | Dirección estratégica | Frente de operaciones           | Unidad estratégica-operativa (Frente)                                       |
| Misión operacional    | Dirección operacional | Batalla operacional de ejército | Unidad operacional (ejército/cuerpo de choque)                              |
| Misión táctica        | Campo de batalla      | Batalla                         | Unidad operacional-táctica (ejército/cuerpo/división de ejército de choque) |
| Fuente: Glantz, 1991. |                       |                                 |                                                                             |

### El legado de Tujachevski
Para Christopher McPadden, el legado más valioso de Tujachevski radica en sus conceptos sobre toda la teoría de las operaciones, incluido el «arte operacional» entendido como concepto sistemático. Según el coronel estadounidense, la principal habilidad de un comandante militar depende de la teoría de Tujachevski, que es la capacidad de integrar la táctica y la estrategia, lo que implica la capacidad de un comandante sobre el «uso de las fuerzas militares para lograr los objetivos estratégicos a través del diseño, la organización, la integración y la conducción de estrategias de teatro, campañas, operaciones principales y batallas».
Se han establecido tres doctrinas estándar sobre el ejército que ayudan a entender la batalla profunda tal y como la adoptó en Estados Unidos su Ejército y su Cuerpo de Marines:
1. Nivel táctico: el más bajo; involucra la habilidad individual y el tamaño de la organización.
2. Nivel estratégico: el más alto; desarrollado a nivel del teatro de operaciones, viene determinado por el directorio de la organización y de un gobierno.
3. Nivel operativo: el intermedio, y el que pone en contacto táctica y estrategia. 

### Factor de profundidadde Isserson
Gueorgui Samoilovich Isserson (1898-1976) fue un prolífico escritor especializado en tácticas y operaciones militares. Entre sus obras más importantes sobre el arte operacional se encuentran The Evolution of Operational Art (1932 y 1937) y Fundamentals of the Deep Operation (1933).
Isserson se concentró en la profundidad y en el papel que desempeñaba en las operaciones y la estrategia. Según su punto de vista, la estrategia había superado tanto la época napoleónica y la estrategia de un solo punto (la «batalla decisiva») como la era de Moltke el Joven de la estrategia lineal. El frente continuo que se desarrolló en la Primera Guerra Mundial no permitía los movimientos de flanqueo del periodo anterior a 1914. Isserson sostenía que el frente había quedado desprovisto de flancos abiertos y el arte militar se enfrentaba al reto de desarrollar nuevos métodos para romper una defensa profundamente escalonada.
El escalón de ataque del Ejército Rojo debía tener entre 100 y 120 km de longitud. Por su parte, las defensas tácticas del enemigo, desplegadas en unas dos líneas, serían poco profundas en la primera y se extenderían hasta 56 km. La segunda línea se formaría por detrás y tendría entre 12 y 15 km de profundidad. Más allá se encontraba la «profundidad operativa», que sería mayor y estaría más densamente ocupada que la primera al abarcar las cabezas de ferrocarril y las estaciones de suministro hasta una profundidad de 50-60 km. Allí se concentraban las principales fuerzas enemigas. La tercera zona, más allá de la profundidad operativa, se denominaba «profundidad estratégica», y servía de enlace vital entre las reservas de mano de obra y los centros de suministro de energía industrial del país y la zona de operaciones militares. En esta zona se encontraban los cuarteles generales de las fuerzas estratégicas, que incluían el nivel de grupo del ejércitos.
Los ejércitos de choque se dividirían en dos: uno, para la tarea de romper la vanguardia enemiga (o las defensas del Frente); el otro, para explotar la ruptura y ocupar la zona de operaciones, al tiempo que destruía las concentraciones de reserva enemigas mientras se intentaba contrarrestar el asalto. La fase de explotación sería llevada a cabo por equipos de armas combinadas de infantería aerotransportada mecanizada y fuerzas motorizadas.
La amplitud de la zona de ataque era un factor importante en los cálculos soviéticos. Isserson afirmaba que lo mejor sería un ataque en un frente de 70-80 km. Tres o cuatro cuerpos de fusileros avanzarían a lo largo de un frente de 30 km. La zona de ruptura podría (aunque solo en condiciones favorables) ampliarse a 48-50 km con otro cuerpo de fusileros. En estas condiciones, un cuerpo de fusilería atacaría a lo largo de un frente de 10-12 km, asignando a cada división del primer escalón del cuerpo un frente de 6 km. Un quinto cuerpo de fusileros de apoyo emprendería ataques de distracción a lo largo de los flancos del empuje principal para bloquear los contragolpes, confundir al enemigo en cuanto a la zona del empuje principal y retrasar la llegada de sus reservas.

### La batalla táctica
Una vez determinados los objetivos estratégicos y completada la preparación operativa, el Ejército Rojo se encargaría de asaltar las zonas tácticas del frente enemigo con el fin de penetrar en su retaguardia, permitiendo a las fuerzas operativamente móviles invadir la zona no defendida por aquel. El cuerpo de fusileros soviético era esencial para el método táctico. Como unidad táctica más grande, constituía el componente central de la batalla táctica en profundidad. Los cuerpos de fusileros solían formar parte de un esfuerzo operativo mayor y se reforzaban con carros de combate, artillería y otras armas. Varios cuerpos participarían en el ataque, unos con misiones defensivas (o «de contención») y otros con funciones ofensivas (o «de choque»).
El orden de batalla debía abarcar tres escalones: el primero, que actuaba como primera capa de fuerzas, entraría en contacto inmediato con las fuerzas contrarias para romper las zonas tácticas, mientras que los siguientes apoyarían la ruptura, que sería explotada operativamente por las reservas. El grupo de contención se situaría en cualquiera de los flancos de la zona de combate para inmovilizar los refuerzos enemigos mediante ataques de distracción o defensas de bloqueo.
Sin embargo, a pesar de que la distracción es una misión primordial, a las fuerzas limitadas que realizan acciones de retención se les asignarían objetivos geográficos. Una vez que el empuje principal hubiera derrotado la defensa principal del enemigo, las fuerzas tácticas de contención se unirían al cuerpo principal.
En la defensa, se aplicarían los mismos principios. El grupo de contención se situaría por delante de las líneas defensivas principales. El trabajo de los escalones de contención en ese caso era mermar o detener las fuerzas principales del enemigo: si se lograba, el enemigo quedaría en una situación de debilidad tal que podría ser atrapado entre las líneas defensivas principales; si, por el contrario, el enemigo lograba barrer las fuerzas de contención y atravesar las líneas de defensa principales, quedarían en situación comprometida las reservas operativas móviles, incluidos carros de combate y aviación de asalto. Estas fuerzas se asignaban tanto a los grupos de contención como a los de choque, y a menudo se situaban detrás de las defensas principales para enfrentarse a la ofensiva enemiga desgastada por la batalla.
Entre 1933 y 1943, las fuerzas utilizadas para llevar a cabo las asignaciones tácticas variaron significativamente. El número de ejércitos de choque, cuerpos de fusileros y divisiones (mecanizadas y de infantería) asignados a un Frente estratégico cambiaba constantemente. Para 1943, año en que el Ejército Rojo comenzó a practicar adecuadamente la batalla profunda, el orden de batalla para cada unidad táctica bajo el mando de un Frente era el siguiente: 
Ejército de fusileros
- Tres cuerpos de fusileros
  - De siete a doce divisiones de fusileros
- Cuatro regimientos de artillería
- Un regimiento de artillería de campaña
- Un regimiento de cañones antitanque
- Un regimiento de artillería antiaérea
- Un regimiento de morteros
- Un regimiento de inteligencia de señales
- Un batallón de comunicaciones
- Una compañía de telégrafos
- Una unidad de comunicaciones de aviación

Fuerzas operativas de la Stavka
- Una o dos divisiones de artillería
  - Tres regimientos de artillería
  - Tres regimientos de cazacarros
- Tres o cuatro brigadas de carros de combate o de artillería autopropulsada
- Diez regimientos de carros de combate o cañones autopropulsados independientes
- Dos divisiones de defensa antiaérea
- Uno o dos cuerpos mecanizados

Estas fuerzas contaban con unos 80 000-130 000 hombres, 1500-2000 cañones y morteros, 48-497 lanzacohetes y 30-226 cañones autopropulsados.
Cuerpos de fusileros
- Tres divisiones de fusileros
- Un regimiento de artillería
- Un batallón de inteligencia de señales
- Un batallón de zapadores

División de fusileros
- Tres regimientos de fusileros
- Un regimiento de artillería
- Un batallón antitanque
- Un batallón de zapadores
- Una compañía de inteligencia de señales
- Una compañía de reconocimiento

La división contaba con unos 9380 hombres (10 670 en una división de fusileros de la guardia), 44 cañones de campaña, 160 morteros y 48 cañones antitanques.

### Operaciones profundas
Los analistas soviéticos reconocieron que no bastaba con romper la zona táctica enemiga. Aunque ese era el primer paso, la batalla profunda táctica no ofrecía ninguna solución sobre cómo una fuerza podía mantener un avance más allá de ella y en las profundidades operativas y estratégicas de un frente enemigo. El éxito de la acción táctica contaba poco en una zona defensiva operativa que se extendía decenas de kilómetros y en la que el enemigo mantenía grandes reservas. Tales concentraciones enemigas podían impedir la explotación de una ruptura táctica y amenazar el avance operacional.

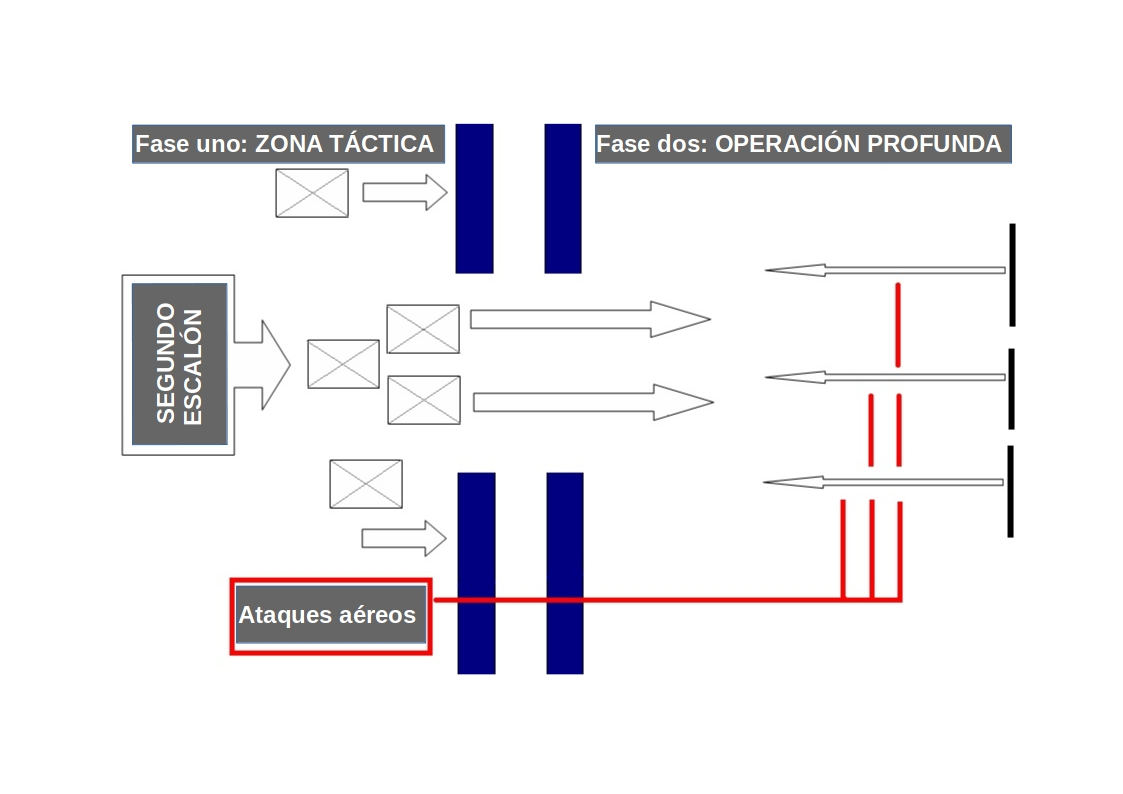
Esquema de operación profunda. Las fuerzas atacantes abren una brecha en las defensas del frente táctico defensivo (en azul). Luego, un segundo escalón de reserva sigue al primero por la zona de ruptura. Mientras, ataques aéreos (en rojo) alcanzan las reservas del defensor y otros destacamentos en tierra (flechas cortas) hostigan los flancos con asaltos de obstrucción y distracción.

Así quedó demostrado durante la Primera Guerra Mundial, cuando los avances iniciales se volvieron inútiles por el agotamiento durante el esfuerzo táctico, la limitada movilidad y un avance lento, además de por los refuerzos enemigos. El atacante era además incapaz de influir en los combates más allá del campo de batalla inmediato a causa de las limitaciones de las armas existentes en cuanto a alcance, velocidad y fiabilidad. El atacante era a menudo incapaz de explotar el éxito táctico incluso en las circunstancias más favorables, ya que su infantería no podía empujar con la suficiente rapidez hacia la brecha y los refuerzos enemigos podían llegar a tiempo a sellar la ruptura de sus líneas.
Sin embargo, a principios de la década de 1930 entraron en circulación nuevas armas. Las mejoras en la velocidad y el alcance del armamento ofensivo coincidían con las del arsenal defensivo. Nuevos carros blindados, aviones y vehículos motorizados entraban en servicio en gran número para formar divisiones y cuerpos de flotas aéreas y de unidades motorizadas y mecanizadas. Estas tendencias llevaron a los estrategas del Ejército Rojo a intentar resolver el problema de mantener el ritmo operativo con la nueva tecnología.
El concepto se denominó «operación profunda» (glubokaya operatsiya): surgida en 1936 en el contexto de la batalla profunda según el Reglamento de campo de 1936, estaba orientada a maniobras a nivel de Ejército y o de Frente y era, en términos de fuerzas involucradas, más ambiciosa que el componente táctico de la batalla profunda, que utilizaba unidades no mayores que un cuerpo.
Las fuerzas utilizadas en la fase operativa eran mucho mayores. El Ejército Rojo proponía utilizar los esfuerzos de las fuerzas aéreas, aerotransportadas y terrestres para lanzar un «golpe simultáneo en toda la profundidad de la defensa operativa del enemigo» para retrasar sus fuerzas más poderosas derrotándolas una a una; rodear y destruir esas unidades en el frente (la zona táctica, ocupando la profundidad operativa a su retaguardia); y continuar la ofensiva en la profundidad operativa y estratégica del defensor.

### Triandafilov y la fuerza de choque
La composición central de la operación en profundidad era el ejército de choque, que actuaba en cooperación con otros o de forma independiente como parte de una operación de Frente estratégico. Vladímir Triandafilov creó este esquema de asignación de fuerzas para las operaciones en profundidad en su Carácter de las operaciones de los ejércitos modernos (en ruso: Характер операций современных армий), que estuvo vigente a lo largo de la década de 1930. 
El planteamiento de Triandafillow preveía una secuencia de ataque determinada con precisión y calculada en función de la anchura y profundidad de las defensas enemigas, que debía permitir atacar simultáneamente al enemigo en toda la profundidad de su zona posicional. En el proceso, diferentes formaciones de tropas debían ser dirigidas simultáneamente en sucesivas operaciones de ataque coordinadas. La ruptura correría a cargo de cuerpos móviles, mecanizados, con tanques y aviones, que debían impedir al enemigo reagrupar sus fuerzas en retaguardia. En este contexto, debían utilizarse, sobre todo, las tácticas de las tropas de choque introducidas por el ejército alemán en la Primera Guerra Mundial. La fase final de este gran conflicto vino a demostrar que los frentes rígidos ya no ofrecían ningún margen de maniobra operativo. La solución pasaba por la ruptura de las líneas defensivas enemigas y la consiguiente recuperación de la libertad operativa en las profundidades de su espacio.
Este oficial y teórico militar asignaba a las fuerzas de choque unas 12-18 divisiones de fusileros distribuidas en cuatro o cinco cuerpos. Estas unidades se complementaban con 16-20 regimientos de artillería y 8-12 batallones de carros de combate. 
Al momento de su muerte, había presentado varias propuestas que incluían la asignación de unidades de aviación a la unidad del frente. Esta consistía en dos o tres brigadas de aviación de bombarderos y de seis a ocho escuadrones de aviones de combate.

### Varfolomeev y la composición de las operaciones
El sucesor de Triandafilov, Nikolai E. Varfolomeev, no se interesó tanto por desarrollar los índices cuantitativos de la batalla profunda como por la mecánica de la misión del ejército de choque, que equiparó a «lanzar un golpe ininterrumpido, profundo y demoledor» a lo largo del eje principal de avance. Varfolomeev creía que el ejército de choque necesitaba potencia de fuego y movilidad para destruir tanto las defensas tácticas del enemigo como las reservas operativas, y tomar objetivos o posiciones geográficas en armonía con otras ofensivas operacionalmente independientes pero estratégicamente colaborativas.
Observó que las defensas tácticas y operativas profundas y escalonadas debían exigir respuestas contrarias iguales o similares por parte del atacante, lo que permitía al atacante asestar un golpe profundo en el punto de concentración. Los nuevos avances tecnológicos facilitarían a las fuerzas escalonadas avanzar rápidamente en las zonas tácticas enemigas, negando a este el tiempo necesario para establecer una nueva vía por la que proveerse de refuerzos para sellar la brecha.
Los ejércitos de choque se organizarían en dos formaciones en escalón. El primero sería el escalón táctico de ruptura, compuesto por varios cuerpos de fusileros que serían apoyados por una serie de divisiones de segunda línea de las reservas para mantener el ritmo de avance y la presión sobre el enemigo; estas fuerzas se adentrarían entre 15 y 20 km en las defensas tácticas del enemigo para enfrentarse a sus fuerzas tácticas de vanguardia y de reserva. Una vez derrotadas estas, el Frente del Ejército Rojo estaba preparado, liberaría sus fuerzas operativas de refresco disponibles para atravesar la zona táctica conquistada y explotar las zonas operativas enemigas.
Mientras que el primer escalón utilizaba la potencia de fuego bruta y la concentración de efectivos para ir laminando los anillos defensivos del enemigo, las reservas operativas del segundo escalón combinaban la potencia de fuego con la movilidad de la que carecía el primero. Las unidades operativas estaban fuertemente formadas por fuerzas mecanizadas, motorizadas y de caballería. Las fuerzas tratarían ahora de envolver a las fuerzas tácticas enemigas aún no comprometidas a lo largo de los flancos del punto de ruptura. Otras unidades presionarían para ocupar las zonas operativas y se encontrarían con las reservas operativas enemigas mientras se desplazaban por su retaguardia para establecer una nueva línea de defensa. En dicha retaguardia, los objetivos principales de las fuerzas soviéticas eran las comunicaciones y los depósitos de suministros. Con sus zonas tácticas aisladas de los refuerzos y los refuerzos bloqueados para relevarlos, el frente sería indefendible. Este método provocaría una parálisis operativa para el defensor.
En las publicaciones académicas oficiales, Varfolomeev afirmaba que las fuerzas que perseguían la profundidad operativa del enemigo debían avanzar diariamente entre 20 y 25 km al día, y las que operaran contra los flancos de las fuerzas tácticas del rival, hasta 40-45 km para impedir su huida.
Según un informe del Estado Mayor del distrito militar de los Urales fechado en 1936, un ejército de choque contaría con doce divisiones de fusileros, un cuerpo mecanizado (de su reserva operativa Stavka) y una brigada mecanizada independiente; tres divisiones de caballería; una brigada de bombarderos ligeros, dos brigadas de aviación de asalto, dos escuadrones de aviones de caza y reconocimiento; seis batallones de carros de combate; cinco regimientos de artillería; dos batallones de artillería pesada; y dos batallones de armas químicas. El ejército de choque contaría con unos 300 000 hombres, 100 000 caballos, 3218 cañones, 722 aviones y 2853 tanques.

### Riesgos
Una vez organizadas las fuerzas operativas y asegurada una ruptura táctica en la retaguardia operativa del frente enemigo, se plantearon varias cuestiones sobre cómo el Ejército Rojo se enfrentaría a las principales fuerzas operativas enemigas. Atacar en formación de escalón negaba a las fuerzas soviéticas la posibilidad de poner en acción a todas sus unidades. Esto podría llevar a la derrota de un ejército de choque contra una fuerza enemiga superior.
Para evitar esta situación, las fuerzas de escalón debían atacar los flancos de las concentraciones enemigas durante los primeros días del asalto, mientras las fuerzas móviles principales se ponían al día, con el objetivo de evitar un choque frontal e impedir que las fuerzas enemigas alcanzaran las zonas tácticas. El alcance previsto de la operación podía ser de 150-200 km. Si el ataque conseguía inmovilizar al enemigo y derrotar a sus efectivos en la batalla, las fuerzas mecanizadas romperían el flanco y rodearían al enemigo con infantería para consolidar el éxito. A medida que el defensor se retirara, la caballería mecanizada y las fuerzas motorizadas acosarían, cortarían y destruirían sus columnas, que también serían asaltadas por potentes fuerzas de aviación. La persecución se adentraría lo más posible en la profundidad del enemigo hasta el agotamiento. Una vez derrotadas las zonas tácticas y destruidas las fuerzas operativas enemigas, o quedaran incapacitadas para seguir defendiéndose, las fuerzas soviéticas podrían empujar hacia la profundidad estratégica.

### Logística
El desarrollo de la logística operativa soviética, el complejo de funciones, misiones, procedimientos y recursos de los servicios de retaguardia destinados a sostener las operaciones militares de las agrupaciones del ejército y del Frente, ocupó claramente un lugar destacado dentro de los esfuerzos generales soviéticos por formular o adaptar los enfoques de la lucha bélica a las nuevas condiciones. Como los teóricos y planificadores militares soviéticos han subrayado durante mucho tiempo, la teoría y la práctica logísticas están moldeadas por los mismos desarrollos históricos y tecnológicos que influyen en los enfoques soviéticos de la lucha bélica a todos los niveles, a la vez que desempeñan un papel importante en la definición de las direcciones y en los parámetros de los métodos soviéticos.
La teoría soviética reconocía la necesidad de una teoría y una práctica logísticas coherentes con otros componentes de la estrategia, el arte operacional y la táctica. A pesar de los numerosos cambios en el entorno político, económico y militar y del vertiginoso ritmo de los cambios tecnológicos, la doctrina logística era una característica importante del pensamiento soviético. 

### Resultados previstos. Diferencias con otras metodologías
Durante la década de 1930, el resurgimiento del ejército alemán en la era del Tercer Reich fue testigo de las innovaciones alemanas en el terreno táctico, que se plasmaron en la Segunda Guerra Mundial. Su metodología, basada sobre todo en la guerra relámpago (Blitzkrieg) se ha asociado erróneamente a las operaciones profundas soviéticas, cuando en realidad los únicos conceptos que compartían ambas doctrinas eran el énfasis en la guerra móvil y la mentalidad atacante. Por lo demás, la guerra relámpago subrayaba la importancia de un único golpe en un punto de máximo esfuerzo como medio para derrotar rápidamente a un enemigo, mientras que la batalla profunda preconizaba la necesidad de establecer múltiples puntos de ruptura y reservas para explotar rápidamente la brecha. Tal diferencia doctrinal puede explicarse por las circunstancias estratégicas de la Unión Soviética y Alemania en ese momento: Alemania tenía una población menor pero un ejército mejor entrenado, y la Unión Soviética contaba con una población mayor pero su ejército estaba menos instruido. Por ello, la doctrina germana promovía los ataques en frentes estrechos en los que la calidad podía ser decisiva, a diferencia de la batalla profunda, que prefería los ataques en frentes más amplios en los que la cantidad podía rendir mejores frutos.
En principio, el Ejército Rojo intentaría destruir las reservas operativas del enemigo y su profundidad operativa y ocupar la mayor parte posible de su profundidad estratégica. Dentro del concepto soviético de operaciones en profundidad estaba el principio de estrangulamiento si la situación lo exigía, en lugar del de rodear físicamente al enemigo y destruirlo inmediatamente. Triandafillov declaró en 1929:

El resultado en la guerra moderna se alcanzará no mediante la destrucción física del adversario, sino mediante una sucesión de maniobras de desarrollo que tendrán como objetivo inducirle a ver su capacidad de cumplir más sus objetivos operacionales. El efecto de este estado mental conduce al shock operacional o a la parálisis del sistema y, en última instancia, a la desintegración de su sistema. El éxito de la maniobra operativa se consigue mediante el combate con todas las armas a nivel táctico, y combinando una fuerza de contención frontal con una columna móvil para penetrar en la profundidad del adversario a nivel operativo. El elemento de profundidad es un factor dominante en la conducción de las operaciones de profundidad tanto en el ataque como en la defensa.
Watt, 2008: 177

La teoría se alejaba del principio clausewitziano, seguido obsesivamente por los alemanes, de la destrucción del campo de batalla y la aniquilación de las fuerzas de campo enemigas. En su lugar, las operaciones profundas hacían hincapié en la capacidad de crear condiciones para que el enemigo perdiera la voluntad de desplegar una defensa operativa. Un ejemplo práctico de la teoría puede observarse en la operación Urano de 1942. Al Ejército Rojo en Stalingrado se le asignaron fuerzas suficientes para contener al 6.º Ejército alemán en la ciudad, lo que ocasionó un desgaste que le obligaría a debilitar sus flancos para asegurar el centro. Mientras tanto, se acumularon reservas que atacaron los flancos débiles. Los soviéticos rompieron los flancos alemanes, explotaron la profundidad operativa y cerraron la bolsa de Kalach del Don.
La operación dejó las zonas tácticas alemanas prácticamente intactas; pero, al ocupar la profundidad operativa alemana e impedir su retirada, las fuerzas del ejército alemán quedaron aisladas. En lugar de reducir inmediatamente el embolsamiento, los soviéticos estrecharon el cerco sobre las fuerzas enemigas y prefirieron dejar que el enemigo se debilitara y se rindiera, o que muriera por inanición, antes de lanzar un asalto destructivo final. Es decir, el método táctico y operativo soviético optó por, en lugar de destruir física e inmediatamente al rival, asediarlo hasta el sometimiento. En palabras del historiador Robert Watt, «era radicalmente diferente del nebuloso método de la blitzkrieg», pero produjo resultados similares a esta y más impresionantes desde el punto de vista estratégico.

## Caída en el ostracismo
En 1937, la Unión Soviética había organizado su ejército mecanizado, el mayor del mundo, mediante un sofisticado sistema operacional. Sin embargo, el Ejército Rojo no acababa de asimilar los conceptos teóricos y el potencial de la maniobra operacional, y esta cayó en el descrédito, cuando no en el olvido. A ello contribuyeron dos factores clave:
1. A pesar de la exitosa aplicación del modelo en Mongolia, las negativas experiencias militares de 1939 en España, en Polonia y en Finlandia llevaron al Stavka a cuestionar la utilidad combativa de las grandes dotaciones acorazadas; pensaban que el mando y control se había vuelto más complejo, el fuego artillero enemigo dispersaba con facilidad los tanques de apoyo y los carros ligeros eran ahora sumamente vulnerables, así que ordenó disolverlas y sustituirlas por divisiones motorizadas más pequeñas.[28]
2. La generación de oficiales que había dado al Ejército Rojo la estrategia de batalla, las operaciones y las tácticas profundas, y que también había reconstruido las fuerzas armadas, había desaparecido. Aparte de la muerte de Frunze en el quirófano en 1925 y de Triandafillov en un accidente en 1931,[n. 4] la purga emprendida por Stalin sobre miembros del ejército liquidó a Tujachevski en 1937, a Svechín en 1938 y a Varfolomeev en 1939. Al prescindir de esas personalidades, se abandonaron también sus ideas.[29]

## La batalla profunda en el campo de batalla

### Durante la Segunda Guerra Mundial
El abandono de las operaciones de profundidad mermó enormemente la capacidad militar soviética. Tras verse implicados en la Segunda Guerra Mundial (después de la guerra de Invierno) por la invasión alemana de la Unión Soviética en junio de 1941, la operación Barbarroja, los soviéticos se esforzaron por reaprender el concepto. La irrupción alemana pilló por sorpresa al Ejército Rojo, que hubo de sufrir seis meses de sonados desastres militares tras haber quedado casi desmantelado durante los dos primeros; después, tuvo que aplicarse a la tarea de recomponerse y madurar hasta estar en condiciones de competir y derrotar a la Wehrmacht. 
Los analistas militares soviéticos dividen la guerra en tres períodos: durante el primero, del 22 de junio de 1941 al 19 de noviembre de 1942, el Ejército Rojo estuvo principalmente a la defensiva; el segundo, entre el 19 de noviembre de 1942 y el 31 de diciembre de 1943 fue una etapa de transición marcada por los intentos alternos de ambos bandos de asegurar la ventaja estratégica; por último, durante el tercer y último periodo de la guerra (1944-1945), los soviéticos se aseguraron la iniciativa estratégica avanzando más allá del río río Dniéper y derrotando en última instancia a su gran enemigo.

#### Contraofensiva de Moscú

##### Plan de batalla

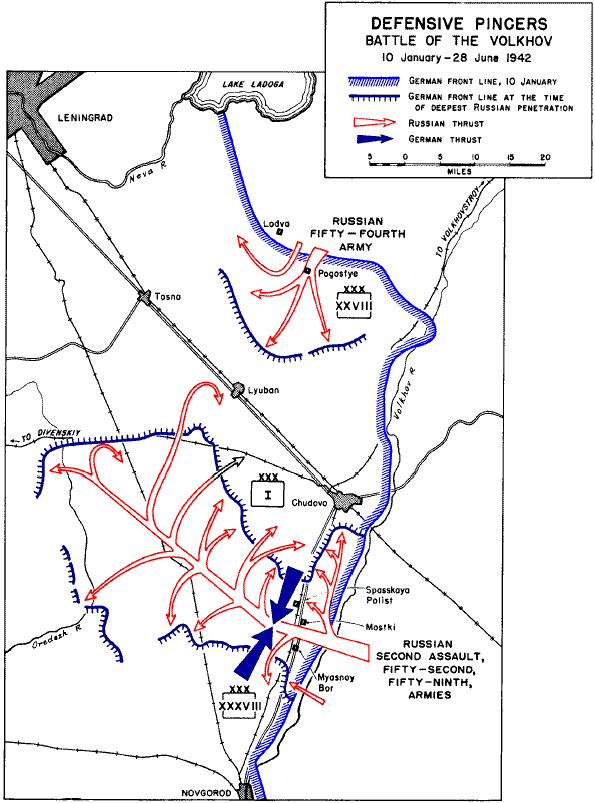
Ofensiva de Liubán. Operaciones soviéticas en profundidad (flechas rojas); en la rama sur, unidades blindadas alemanas (flechas gruesas) tratan de estrangular el avance del Ejército Rojo.

La operación Barbarroja había infligido una serie de graves derrotas al Ejército Rojo. El Grupo de Ejércitos Norte alemán estaba asediaba Leningrado, el Grupo de Ejércitos Sur ocupaba la mayor parte de Ucrania amenazando Rostov del Don, considerada la llave del Cáucaso, y el Grupo de Ejércitos Centro había lanzado la operación Tifón y se acercaba a Moscú. El Stavka detuvo a los grupos de ejércitos Norte y Sur, pero hubo de enfrentarse a las fuerzas alemanas que se acercaban a la capital rusa. A finales de noviembre, los brazos de la pinza alemana se habían estancado y entonces el Stavka decidió pasar al ataque. Los objetivos operativos eran golpear la retaguardia operativa enemiga y envolver o destruir las posiciones que encabezaban el ataque a la ciudad. Se esperaba que una ofensiva más profunda en la retaguardia alemana provocaría el hundimiento del Grupo de Ejércitos Centro.

##### Resultado
Las fuerzas de fusileros soviéticos penetraron en las defensas tácticas alemanas y se adentraron en sus profundidades operativas a pie y a baja velocidad. Sin embargo, su capacidad de resistencia era deficiente. Pronto, las crecientes bajas de la infantería obligaron a paralizar el avance. Los cuerpos de caballería soviéticos reforzados por brigadas de fusileros y carros de combate también penetraron en la retaguardia operativa alemana; una vez allí, y reforzados por fuerzas aerotransportadas, dominaron el campo abierto así como los bosques y los pantanos, pero no pudieron expulsar a los alemanes más móviles de las principales arterias de comunicación y de los pueblos: estas fuerzas, en el mejor de los casos, obligaron a los alemanes a retirarse; en el peor, eran a su vez rodeadas y finalmente, con la llegada del verano, destruidas o expulsadas.
Las fuerzas alemanas lograron detener el avance soviético en las defensas del río Mius y el cerco no llegó a consumarse. Al sur de la ciudad, el Ejército Rojo penetró en la retaguardia del 2.º Ejército Panzer y avanzó cien kilómetros en la región de Kaluga. Durante la segunda fase de la contraofensiva de Moscú, en enero de 1942, los cuerpos de Caballería de la Guardia 1.º, 2.º y 11.º penetraron profundamente en la retaguardia alemana en un intento de rodear al Grupo de Ejércitos Centro alemán. A pesar de la entrada en combate de todo el 4.º Cuerpo Aerotransportado, las fuerzas de caballería no consiguieron unirse a él y quedaron rodeadas en la retaguardia alemana. La ambiciosa operación soviética no logró su objetivo estratégico final, debido en gran medida a la fragilidad de las fuerzas móviles operativas soviéticas.

#### Ofensiva Rjev-Viazma

##### Plan de batalla
El Stavka consideró que estas operaciones habían fracasado debido a la falta de formaciones grandes, coherentes, mecanizadas y acorazadas del Ejército Rojo capaces de realizar maniobras operativas sostenidas. Para remediar el problema, en abril de 1942 los soviéticos pusieron en marcha nuevos cuerpos de carros blindados que consistían en tres brigadas de carros de combate y una brigada de fusileros motorizados, con un total de 168 carros de combate cada una. El Stavka puso estos cuerpos a disposición de los comandantes de los ejércitos y de los frentes para que los utilizaran como grupos móviles que operaban en coordinación con los antiguos cuerpos de caballería, que para entonces también habían recibido un nuevo complemento de blindaje. El Stavka empleó estos nuevos cuerpos de tanques en funciones de ataque por primera vez a principios de ese año. 
Durante este tiempo, los alemanes lanzaron la operación Kremlin, una campaña de engaño para hacer creer al Stavka que el principal ataque alemán del verano estaría dirigido a Moscú en vez de su verdadero objetivo: el sector sur del frente oriental. Para adelantarse al supuesto asalto alemán, el Ejército Rojo lanzó dos operaciones: la operación ofensiva estratégica Rjev-Viazma, contra el Grupo de Ejércitos Centro, y la operación Járkov (conocida oficialmente como «ofensiva Barvenkovo-Lozova»), contra el Grupo de Ejércitos Sur. Ambas estaban directamente vinculadas como ofensivas de hostigamiento para romper y agotar las formaciones alemanas antes de que estas desencadenaran la operación Fall Blau. La primera estaba diseñada para atacar con el 3.er Cuerpo de la Guardia el flanco norte de las fuerzas alemanas para apoderarse de las cabezas de puente del río Donets. Al sur se atacaría con dos cuerpos de carros de combate formados y reposicionados en secreto (el 21.º y el 23.º) y un cuerpo de caballería (el 6.º) desde las cabezas de puente tomadas por la contraofensiva de invierno en 1941. El plan era rodear al 4.º Ejército Panzer y al 6.º Ejército alemanes en su avance hacia el río Dniéper. En última instancia, los dos grupos móviles debían unirse al oeste de Járkov y atrapar al 6.º Ejército alemán. Una vez logrado esto, una ofensiva sostenida en Ucrania permitiría la recuperación de las regiones industriales.

##### Resultado
De hecho, debido principalmente a que Stalin hizo caso omiso de las sugerencias de sus subordinados, el Stavka cayó en la trampa; en lugar de atacar la pinza sur de la supuesta operación de Moscú, se toparon con fuertes concentraciones de fuerzas alemanas que debían atacar hacia el sur los yacimientos petrolíferos soviéticos en el Cáucaso, el verdadero objetivo de la operación Fall Blau.
Aunque la ofensiva sorprendió a la Wehrmacht, los soviéticos manejaron mal sus fuerzas móviles. Para consternación de los mandos alemanes, la infantería soviética penetró en las defensas alemanas, pero los soviéticos tardaron seis días en desplegar los dos cuerpos de carros de combate. Los cuerpos entraron finalmente en acción el 17 de mayo en coordinación con un ataque masivo por sorpresa del 1.er Ejército Panzer contra el flanco sur del saliente soviético. Después se retiraron, desanduvieron el camino y se enfrentaron a la nueva amenaza. Pero era demasiado tarde. El contraataque alemán rodeó y destruyó la mayor parte de tres ejércitos soviéticos, los dos cuerpos de carros de combate y los dos cuerpos de caballería, que sumaban más de 250 000 hombres.
La debacle de Járkov demostró a Stalin y a los planificadores soviéticos que no solo tenían que crear unidades blindadas más grandes, sino que también tenían que aprender a emplearlas adecuadamente. 

#### Operación Urano y tercera batalla de Járkov

##### Plan de batalla

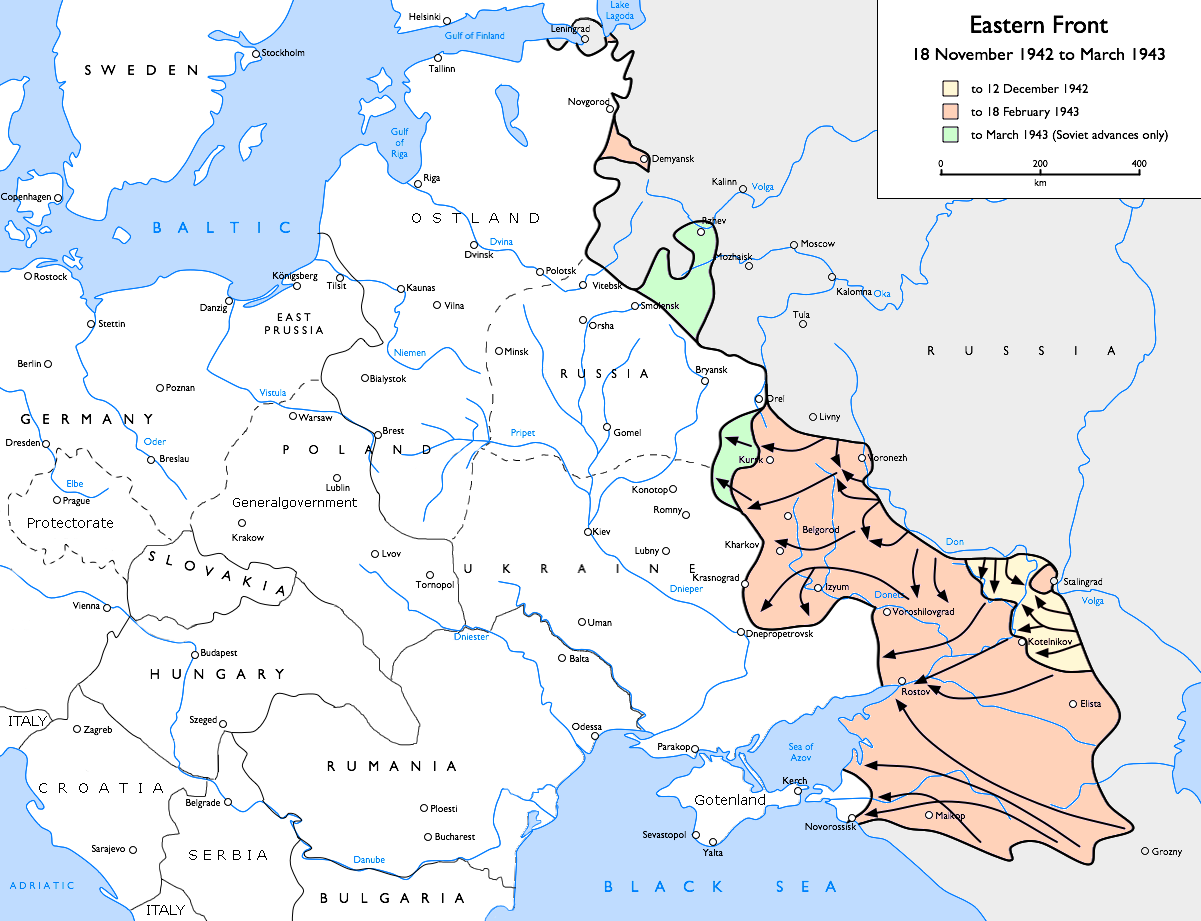
Operación Urano, que alcanzó un gran éxito en sus fases iniciales.

En octubre de 1942, la batalla de Stalingrado permitía a los soviéticos controlar cada vez más el curso de los acontecimientos. La estrategia soviética era simple: aniquilar el 6.º Ejército alemán y precipitar el colapso del Grupo de Ejércitos Sur. En términos operativos, al atraer al ejército alemán a la ciudad de Stalingrado le negaron la oportunidad de practicar su mayor experiencia en la guerra de movimientos. El Ejército Rojo pudo obligar a su enemigo a luchar en una zona limitada, obstaculizada por el paisaje de la ciudad, incapaz de utilizar su movilidad o su potencia de fuego con la misma eficacia que en campo abierto. Por su parte, el 6.º Ejército alemán sufrió graves pérdidas, lo que obligó al Oberkommando der Wehrmacht (OKW) a desguarnecer sus flancos para asegurar su centro. Esto dejó a sus aliados del Eje, que estaban deficientemente equipados, la responsabilidad de defender su centro de gravedad, su profundidad operativa. Cuando la inteligencia soviética considerara que el frente del Eje estaba en su punto más débil, atacaría los costados y rodearía al ejército alemán (operación Urano). La misión del Ejército Rojo era entonces crear una formidable barrera entre el ejército alemán cortado y cualquier fuerza de socorro. Había que debilitar al enemigo exponiéndolo a las duras condiciones invernales e infligirle el mayor desgaste en su intento de aliviar la bolsa: entonces, en el momento oportuno, una fuerte ofensiva acabaría con su ejército de campaña y su retaguardia.
Habiendo practicado la fase de batalla profunda que destruiría las unidades tácticas enemigas (los cuerpos y divisiones enemigas), así como el instrumento operacional (en este caso, el propio 6.º Ejército), el Ejército Rojo estaría listo para lanzar la operación profunda, golpeando en la profundidad enemiga en dirección suroeste hacia Rostov utilizando Járkov como trampolín. La ocupación de la primera le permitiría atrapar a la mayoría del Grupo de Ejércitos Sur en el Cáucaso. 
El siguiente objetivo sería taponar la única vía de escape que quedaba, es decir, de la península de Kerch hacia Crimea. La operación permitiría al Ejército Rojo arrollar el frente sur de los alemanes, logrando así su objetivo estratégico. El plan incluía maniobras de distracción en el sector central y norte para impedir que el enemigo pudiera hacer llegar reservas operativas a la zona amenazada.

##### Resultado

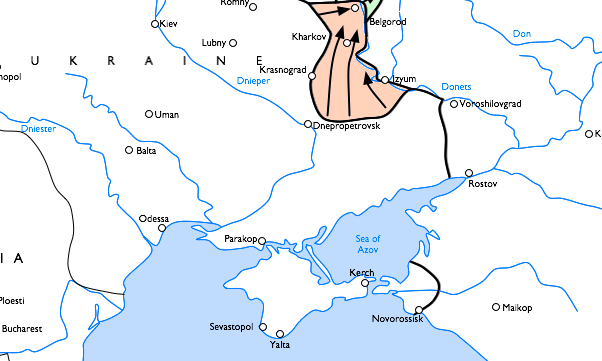
Tercera batalla de Járkov. La penetración superficial fue destruida. Los soviéticos no habían ensayado debidamente las operaciones profundas.

El plan de operaciones profundas del Estado Mayor se vio comprometido por el propio Joseph Stalin, cuya impaciencia obligó al Stavka a entrar en acción prematuramente. Desde el punto de vista logístico, los soviéticos aún no estaban preparados, y las operaciones de distracción más al norte tampoco se hallaban listas para entrar en acción. 
El Ejército Rojo pudo concentrar fuerzas para abrir una estrecha penetración hacia Járkov, pero estaba agotado y cada vez más alejado de sus líneas logísticas, mientras que su enemigo, al retroceder, se acercaba más a las suyas. La falta de operaciones de distracción permitió al Ejército alemán reconocer el peligro, concentrar poderosas fuerzas móviles y enviar suficientes reservas. Con los flancos del Ejército Rojo expuestos, el mariscal Erich von Manstein movió hábilmente sus divisiones Panzer con una ambiciosa maniobra de enroque (Rochade) que llevó a numerosas formaciones soviéticas a la destrucción. El resultado fue la recaptura de Járkov para la Wehrmacht. La derrota soviética significó que la operación en profundidad no logró su objetivo estratégico.
La palabra «profundidad» se había convertido en una palabra de moda para esta generación de oficiales soviéticos. Pero la batalla profunda encierra tantas oportunidades como peligros. Lejos de lograr algún nuevo avance en un arte operacional científicamente calculado, las formaciones soviéticas en este periodo tendían a avanzar hasta tal punto que las pérdidas, la falta de suministros y el agotamiento las llevaba al colapso.

#### Batalla de Kursk

##### Plan de batalla
En 1943, el Stavka había llegado a la conclusión de que «el resultado del combate mecanizado no lo determinaban las batallas de carros individuales, sino el titánico choque entre grandes formaciones de armas combinadas».En ese sentido, la batalla de Kursk combinó tanto el aspecto defensivo como el ofensivo de la batalla profunda. La naturaleza de las operaciones soviéticas en el verano de aquel año era consolidar la iniciativa recién recuperada, lo que significaba lograr una superioridad permanente en el equilibrio de fuerzas, en el procedimiento operativo y en el mantenimiento de la iniciativa.
El plan soviético para la defensa de la ciudad de Kursk implicaba cohesionar los tres niveles de la guerra. 
- El nivel estratégico, el extremo superior del arte militar, se ocupaba de ganar la iniciativa que luego permitiría al Ejército Rojo organizar otras operaciones militares para liberar el territorio perdido en 1941 y 1942. En ese nivel, el Stavka optó por adoptar un enfoque defensivo. El abultamiento de la línea del frente en torno a Kursk la convertía en un objetivo obvio y tentador para la Wehrmacht. Permitir que los alemanes atacaran primero la zona objetivo permitió al Ejército Rojo la oportunidad de desgastar a las formaciones del rival contra las posiciones preparadas de antemano, conformando así la fuerza en proporción de campo en gran medida contra el enemigo. Una vez lograda la iniciativa y desgastado el enemigo, se comprometerían las reservas estratégicas para acabar con sus restos. El éxito de esta estrategia permitiría al Ejército Rojo perseguir a su enemigo en la zona económicamente rica de Ucrania y recuperar las zonas industriales, como Kiev, que se habían perdido en 1941. Además, los estrategas soviéticos reconocían que las llanuras ucranianas ofrecían la mejor ruta para llegar hasta territorio de los aliados de Alemania como Rumanía y sus yacimientos de petróleo, vitales para sus operaciones militares. En cualquier caso, la eliminación de estos aliados o un avance exitoso hasta sus fronteras desestabilizaría el bloque del Eje en los Balcanes.

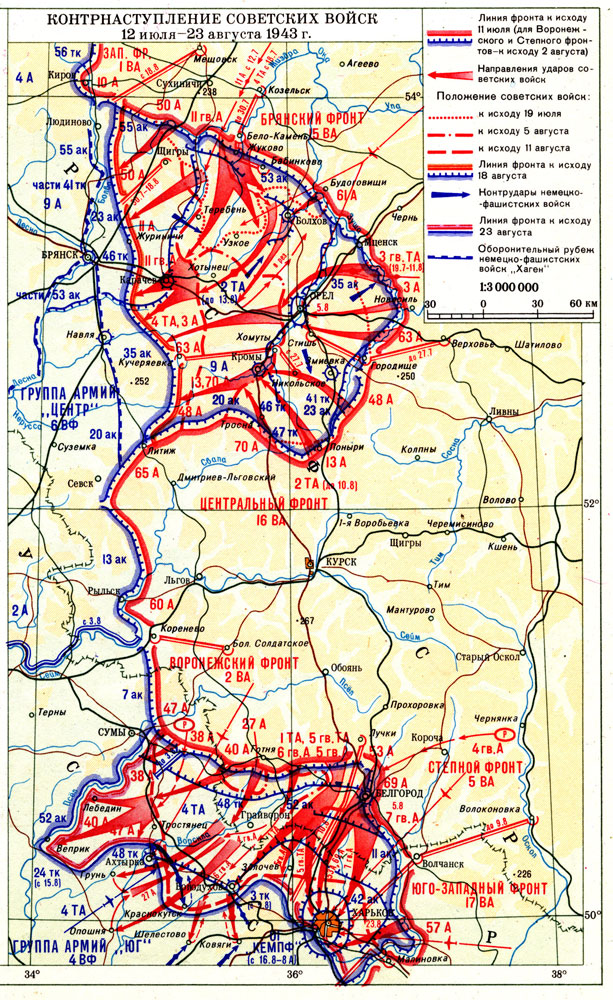
Operación Kutúzov. Contraofensiva del Ejército Rojo (flechas) en respuesta a la operación Ciudadela germana.

- Operación Kutúzov. Contraofensiva del Ejército Rojo (flechas) en respuesta a la operación Ciudadela germana.En cuanto al nivel operacional, la naturaleza del saliente permitía al Ejército Rojo construir sólidas fortificaciones en profundidad a lo largo del eje de avance alemán. Dos divisiones de fusileros defendían el primer cinturón y otra el segundo. Una división del primer cinturón solo defendería un área de 8-15 kilómetros de ancho por 5-6 kilómetros de profundidad.[36] Los sucesivos cinturones frenarían a las fuerzas alemanas y las obligarían a entablar combates lentos y de desgaste para abrirse paso en las profundidades operativas. Ralentizar el ritmo operativo del enemigo también permitiría a los analistas de inteligencia soviéticos seguir el rastro de las formaciones alemanas y su dirección de avance; así, podrían posicionar con precisión las formaciones de reserva soviéticas para evitar que las puntas de lanza alemanas atravesaran cada uno de los tres cinturones defensivos principales. La inteligencia también ayudaría a la hora de iniciar sus propios ataques (operaciones Kutúzov y Polkovodets-Rumiántsev) una vez que los alemanes se hubieran empantanado en las defensas soviéticas. Con este fin se dotó a las reservas operativas del abrumador contingente de carros de combate y divisiones mecanizadas soviéticas.[37]
- El nivel táctico se basaba en gran medida en defensas fortificadas y estáticas compuestas por infantería y artillería. Se montaron cañones antitanque en toda la profundidad de las defensas. Se destinaron relativamente pocos blindados a las zonas tácticas ya que la naturaleza de las defensas les habría restado movilidad; en su lugar, solo se utilizaron algunos tanques ligeros y artillería autopropulsada. Se distribuyeron en pequeños grupos para permitir contraataques localizados.[38] Estas tácticas frenaron a los alemanes, obligándolos a gastar fuerzas y municiones para combatir las zonas de vanguardia soviéticas. Los soviéticos contaban con que los alemanes quedarían paralizados dentro de las zonas tácticas y, para asegurarse de que esto ocurriera, diseminaron numerosas minas antitanque y antipersona.

##### Resultado
Tal como se había previsto, los alemanes iniciaron su ofensiva el 5 de julio de 1943 con el nombre en clave de operación Ciudadela. En el norte, el 9.º Ejército alemán avanzó hacia el sur desde Oriol. Los alemanes no consiguieron romper las principales líneas de defensa, quedaron estancadas en el tercer cinturón y tuvieron que recurrir a sus reservas móviles para la intentar la ruptura. Esto permitió a los soviéticos llevar a cabo la fase operativa y ofensiva de su plan, la operación Kutúzov. Golpeando al 2.º Ejército Panzer, las nuevas fuerzas operativas soviéticas, fuertemente mecanizadas, amenazaron con cortar el ejército germano. Si hubieran tenido éxito, nada se habría interpuesto entre el Ejército Rojo y la profundidad estratégica del frente del Grupo de Ejércitos Centro alemán. Sin embargo, los alemanes pudieron frenar el avance gracias a sus reservas móviles y pudieron retirarse. Aun así, los dos ejércitos alemanes estaban diezmados y las fuerzas soviéticas en el norte recuperaron la iniciativa estratégica perdida en Járkov.
En el sur, el plan soviético no funcionó con la misma eficacia y necesitó del plan de contingencia. Las formaciones alemanas lograron atravesar los tres cinturones de defensa, lo que frustró las intenciones soviéticas de inmovilizarlas en los cinturones de defensa tácticos y liberar sus reservas para enfrentarse al enemigo en condiciones favorables. De hecho, las fuerzas operativas de la operación Polkovodets-Rumiántsev, destinadas a la contraofensiva del sur, recibieron órdenes de dirigirse al norte en dirección al escenario donde se entrablaría la batalla de Prójorovka. Aunque el despliegue táctico y el plan operativo no habían funcionado tan perfectamente como en el norte, los objetivos estratégicos sí se cumplieron.

#### Otras campañas

Invasión de Manchuria (agosto de 1945).

Gracias a la mejora de los medios materiales y a la aptitud táctica que permitía realizar complicadas maniobras de grandes unidades, las campañas posteriores demostraron los progresos en la aplicación de la doctrina de las operaciones profundas:
- Ofensiva del Dniéper-Cárpatos
- Operación Bagratión
- Segunda ofensiva de Yasi-Chisináu
- Ofensiva del Vístula-Óder

### Después de la Segunda Guerra Mundial

#### En Europa Central
La Unión Soviética y sus aliados del Pacto de Varsovia utilizaron su enorme superioridad numérica y la idea de la batalla profunda para intimidar a la Organización del Tratado del Atlántico Norte (OTAN) en la frontera interalemana. Algunos observadores occidentales predijeron que el Pacto de Varsovia podría utilizar una mezcla de velocidad y sorpresa para invadir Europa Occidental en unas 48 horas. Mientras que los ataques aéreos masivos con un enorme número de aviones devastarían la infraestructura y los refuerzos de la OTAN, las tropas aerotransportadas, las fuerzas especiales (Spetsnaz) y la infantería naval despejarían el camino para el torrente de divisiones de tanques y fusileros motorizados que pronto cruzarían la frontera. A las unidades de vanguardia de estas divisiones de carros de combate y de infantería mecanizada se les encomendaría la tarea, bastante inusual, de evitar los enfrentamientos con el enemigo y de limitarse a avanzar lo más lejos y lo más rápido posible, permitiendo así una victoria antes de que llegaran a Europa desde Norteamérica los aviones de reemplazo y las unidades de maniobra. 

#### En Asia
Desde la década de 1960, cuando la alianza chino-soviética llegó a su fin de forma abrupta, el Stavka consideró la posibilidad de invadir China mediante operaciones ofensivas de batalla profunda, previendo un rápido avance hacia los principales centros industriales de este país antes de que pudiera tener la oportunidad de montar una defensa sólida o incluso de organizar un contraataque. Sin embargo, la enorme cantidad de efectivos del Ejército Popular de Liberación chino y su conocimiento del terreno, junto con su entonces reciente posesión de armas de destrucción masiva, hacían muy improbable que los soviéticos llevaran a cabo tal avance. 

### Obras consultadas
- Citino, Robert M. (2011). «Manstein, the battle of Kharkov, and the limits of command».  En Neiberg, Michael S., ed. Arms and the man: military history essays in honor of Dennis Showalter (Leiden/Boston: Brill). ISBN 978-90-04-20668-7.
- Glantz, David M. (1991a). Soviet military operational art: in pursuit of deep battle (en inglés). Londres: Cass. ISBN 0-7146-4077-8.
- —— (1991b). The Soviet conduct of tactical maneuver: spearhead of the offensive (en inglés). Londres: Cass. ISBN 0-7146-3373-9.
- —— (2022). «Arte operacional soviético desde 1936: el triunfo de la guerra de maniobra».  En Cañete Carrasco, Hugo A., ed. Perspectivas históricas del arte operacional (Málaga: Salamina). ISBN 978-84-123850-2-1.
- Habeck, Mary (2003). Storm of Steel: the development of armor doctrine in Germany and the Soviet Union, 1919-1939 (en inglés). Ithaca (Nueva York): Cornell University Press. ISBN 0-8014-4074-2.
- Harrison, Richard W. (2001). The Russian way of war: operational art 1904-1940 (en inglés). Lawrence (Kansas): University Press of Kansas. ISBN 0-7006-1074-X.
- House, Johnatan M. (1985). Toward combined arms warfare: a survey of 20th-century tactics, doctrine, and organization (en inglés). Fort Leavenworth (Kansas): U.S. Army Command and General Staff College. ISBN 9781410201591.
- Kipp, Jacob W. (2022). «Los orígenes del arte operacional soviético (1917-1936)».  En Cañete Carrasco, Hugo A., ed. Perspectivas históricas del arte operacional (Málaga: Salamina). ISBN 978-84-123850-2-1.
- Krause, Michael D.; Phillips, Cody R. (2006). Historical perspectives of operational art (en inglés). Center of Military History. ISBN 978-0-16-072564-7.
- McPadden, Christopher P. (agosto de 2006). «Mikhail Nikolayevich Tukhachevsky (1893-1937: practitioner and theorist of war» (PDF). The Land Warfare Papers (en inglés) (Arlington (Virginia): Association of the United States Army) (56).
- Naveh, Shimon (1997). In pursuit of military excellence: the evolution of operational theory (en inglés). Londres: Francass. ISBN 0-7146-4727-6.
- Simpkin, Richard (1987). Deep battle: the brainchild of marshal Tukhachevsky (en inglés). Londres y Washington: Brassey’s Defence. ISBN 0-08-031193-8.
- Watt, Robert. «Feeling the full force of a four point offensive: re-interpreting The Red Army’s 1944 Belorussian and L’vov-Przemyśl operations». The Journal of Slavic Military Studies (en inglés) (Routledge Taylor & Francis Group). ISSN 1351-8046.

- Datos: Q1194366